# Тихвинская оборонительная операция
Тихвинская оборонительная операция — боевые действия войск РККА в Ленинградской области с 16 октября по 18 ноября 1941 года в ходе Великой Отечественной войны. По мнению некоторых исследователей операцию следует называть Тихвинско-Волховской оборонительной операцией.

## Территория и период, охваченные операцией

### Территория

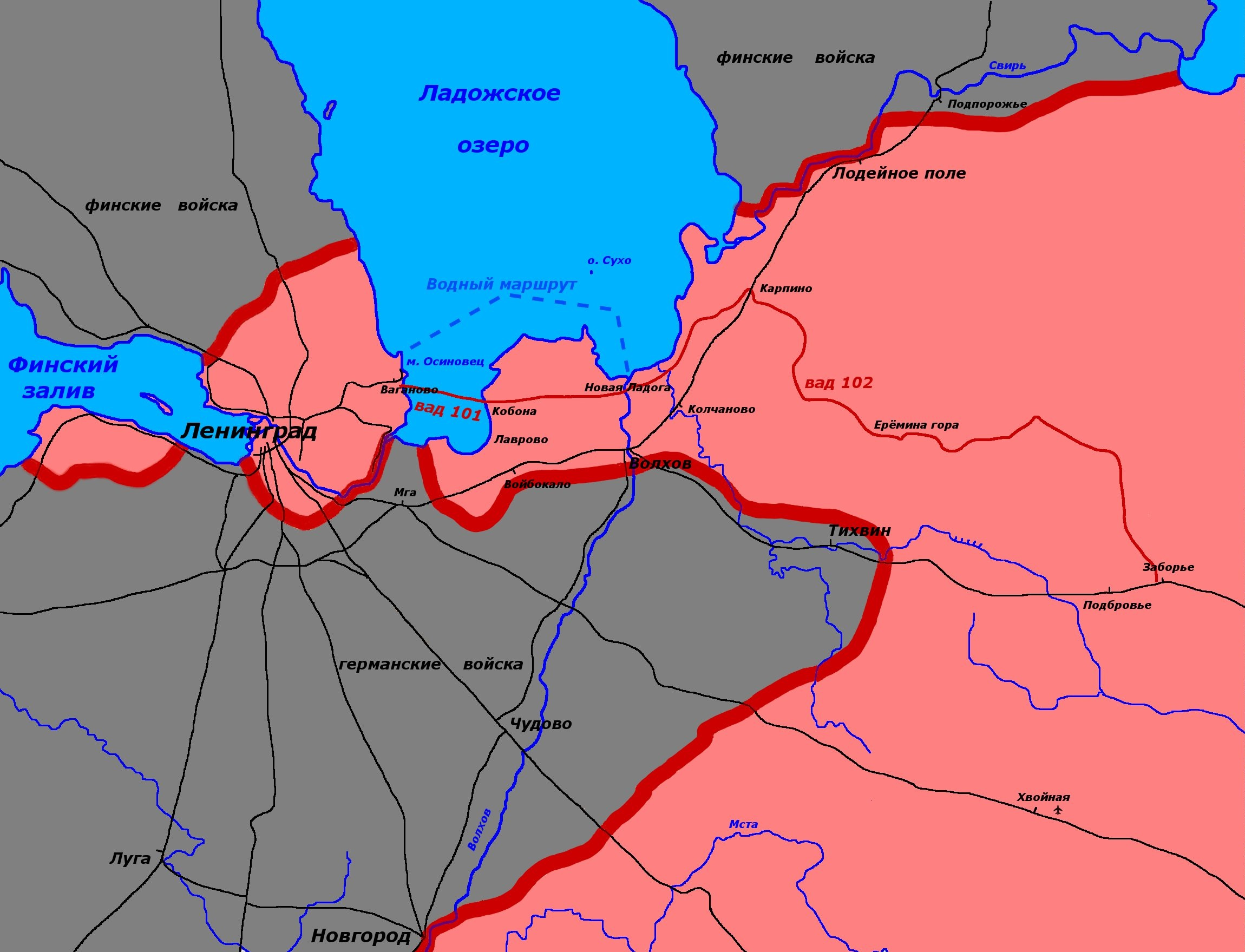
Максимальное продвижение германских войск. Середина ноября

Боевые действия сторонами в ходе операции велись на востоке Ленинградской области. С севера граница операции ограничилась к её концу рубежом южнее железнодорожной линии Синявино — Войбокало — Волхов, южными подступами к Волхову, затем по железнодорожной линии (местами перерезанной немецкими войсками) до Тихвина, районом севернее, восточнее и южнее Тихвина, окружая его, затем проходила на юго-запад через станцию Тальцы, Бережок, через район несколько восточнее и юго-восточнее Малой Вишеры выходила на Волхов несколько севернее Дубровки. По Волхову до Киришей проходила западная граница операции, у Киришей она поворачивала на северо-запад через Вороново вновь до железнодорожной ветки.
Операция продолжалась в течение 43 суток, при ширине фронта боевых действий в 300—350 километров и глубине отхода советских войск в 100—120 километров.

### Период
Операции непосредственно предшествовала во времени и пространстве Ленинградская стратегическая оборонительная операция. Продолжением операции на той же территории со стороны советских войск стала Тихвинская стратегическая наступательная операция. С операцией по времени частично совпала вторая Синявинская наступательная операция (1941).
Боевые действия шли с 16 октября по 18 ноября 1941 года. Дата окончания операции указана так, как она определена официальной советской историографией, однако она является весьма условной и формально определяется по началу наступления войск 4-й армии непосредственно на Тихвин 19 ноября 1941 года. При этом, советские войска в южной части территории, охваченной операцией, в районе Малой Вишеры перешли в наступление уже 12 ноября 1941 года, но вместе с тем, на северной части территории оборонительные бои советских войск с частями противника, которые не оставляли попыток прорваться к Ладожскому озеру продолжались у Волхова до 25 ноября 1941 года, а у Войбокало и в первой декаде декабря 1941 года.

## Предпосылки и планы сторон на операцию

### Планы командования вермахта
В середине сентября 1941 года немецким высшим командованием было принято окончательное решение относительно судьбы Ленинграда, а именно: город должен быть отрезан от остальной части страны и принужден к капитуляции. В результате событий, произошедших в ходе наступления немецких войск на Ленинград, сухопутные коммуникации, ведущие к городу были перерезаны, и, как показало дальнейшее развитие событий, надёжно перерезаны. Однако у Ленинграда оставались пути сообщения по Ладожскому озеру, поскольку южный и юго-восточный берега, а также часть восточного берега озера находились под контролем советских войск.
С целью прекращения всяких коммуникаций, командованием группы армий Север был разработан план, в соответствии с которым войска Германии должны были развить с рубежа Волхова наступление в общем направлении на Тихвин, выйти на Свирь и соединиться там с финскими войсками. Главное наступление должно было быть обеспечено от удара с правого фланга наступлением на Малую Вишеру — Бологое с перспективой соединения там с войсками группы армий «Центр», которые своим левым флангом должны были наступать в направлении Калинин — Вышний Волочек. Такое соединение кроме того, что исключало возможность контрудара с юга, ещё и отрезало весь Северо-Западный фронт в районе озёр Селигерской системы. Кроме того, моторизованные войска правого фланга, взяв Малую Вишеру, должны были развивать наступление на восток, с тем, чтобы выйти к Тихвину с юга. С левого фланга ударной группировки также предполагалось ограниченное наступление на север, с целью рассечь и прижать советские войска к южному берегу Ладожского озера.

### Планы советского командования
Наступление немецких войск на Тихвин стало в известной степени неожиданным для советского командования, которое сконцентрировало свои силы севернее (до 70 % всех сил, находящихся южнее Ладожского озера), проводя Синявинскую наступательную операцию в районе Синявино, пытаясь отрезать войска противника, прорвавшиеся к Ладожскому озеру, и восстановить сухопутное сообщение с Ленинградом. Собственно, в период проведения этой операции немецкие войска и нанесли удар, на направлении которого находились ограниченные советские силы, тем более ослабленные отправкой ряда соединений под Москву. Следовательно, планирование операции советским командованием осуществлялось уже в ходе наступления немецких войск.

## Силы сторон и их расстановка перед началом операции

### Силы вермахта
С немецкой стороны в операции была задействованы 39-й моторизованный корпус и 1-й армейский корпус. Пехотные части вермахта сконцентрировались в двух местах по левому берегу Волхова: напротив Грузино и в районе железнодорожного моста через Волхов Октябрьской железной дороги. Танковые части расположились позади пехотных в готовности форсировать реку после захвата плацдармов.
Командование всеми войскам, участвовавшими в операции было возложено на командира 1-го армейского корпуса генерала пехоты Куно фон Бота.

### Силы РККА
Советское командование на момент начала операции держало оборону южнее Ладожского озера по линии от Липок на берегу озера, до Новгорода. 54-я армия Ленинградского фронта, в которую направлялись практически все подходящие резервы, сконцентрировалась на 35-километровом участке от Липок до Вороново и болота Малуксинский мох. В полосе армии начиная с сентября 1941 года проводилась Синявинская операция. К началу описываемой операции бои несколько стихли и армия накапливала силы для удара на Синявино и затем к Ленинграду. Болото Малуксинский мох и рубеж от него через Кириши до устья реки Пчевжа, длиной свыше 50 километров, обороняла 4-я отдельная армия, чьи соединения были вытянуты в тонкую цепь вдоль рубежа, имея в резерве в глубине обороны один стрелковый полк. От устья Пчевжи до деревни Дубровка, на рубеже по берегу Волхова, протяжённостью в 80 километров, расположились две дивизии 52-й отдельной армии. Южнее, до Новгорода и включая непосредственные подступы к нему, оборонялась Новгородская армейская оперативная группа.

## Ход операции
16 октября 1941 года немецкие войска (11-я пехотная дивизия и 21-я пехотная дивизия) переправились в двух местах через Волхов и сумели создать и расширить плацдарм в Грузино, несмотря на ожесточённое сопротивление 267-й и 288-й стрелковой дивизии. 18 октября 1941 года, переправившись на правый берег Волхова, вступила в бой ударная группа немецких войск: 12-я танковая дивизия и 20-я моторизованная дивизия наступали на направлении главного удара на Будогощь, а 8-я танковая дивизия и 18-я моторизованная дивизия с приданной 126-й пехотной дивизией наступали на направлении удара в общем направлении на Малую Вишеру. В то же самое время 11-я пехотная дивизия и 21-я пехотная дивизия, развернулись на фронтом на север, и начали наступление вдоль Волхова в направлении Киришей.
С 20 октября 1941 года части 52-й армии стали отходить в восточном и юго-восточном направлениях и таким образом между 52-й армией и 4-й армией образовался разрыв, в который, в направлении на Будогощь, и устремились немецкие войска.
Поскольку по существу на разных направлениях наступления и события развивались по-разному, в том числе и во временных границах, есть смысл оборонительные операции рассматривать отдельно.

### Южный фланг немецкой группировки, 16 октября — 12 ноября 1941 года
Что касается наступления на южном фланге, то там, по планам немецкого командования группа должна была, оттеснив войска 52-й армии обойти Малую Вишеру и наступать на Тихвин с юга. 22 октября 1941 года в ожесточённых боях части 52-й армии были вынуждены оставить Большую Вишеру. Однако немецкие войска, натолкнувшись на сопротивление, не могли развивать лобовое наступление на Малую Вишеру, и 8-я танковая дивизия отошла севернее Малой Вишеры, с тем чтобы развить наступление на Тихвин не из района южнее города, а из района севернее. Тем не менее вечером 23 октября (по советским источникам 24 октября) была оставлена 126-й пехотной дивизии и Малая Вишера. Советское командование спешно перебросило из района Демянска 259-ю стрелковую дивизию и 25-ю кавалерийскую дивизию, которыми была усилена 52-я армия. Немецкие войска с боями сумели продвинуться немного восточнее Малой Вишеры, но переброшенными дивизиями вкупе с остатками частей 52-й армии, немецкое наступление было остановлено на рубеже реки Малой Вишерки. Таким образом, войска 52-й армии сорвали планы немецкого командования на выход к Тихвину с юга глубоким охватом. В конце октября положение в полосе 52-й армии сравнительно стабилизировалось и оставалось таковым до 12 ноября. С этого рубежа немецким командованием были изъяты сначала 8-я танковая дивизия, а затем, в начале ноября, и 18-я моторизованная дивизия (заменённая испанской 250-й пехотной дивизией), которая ещё 18 октября переправилась через Волхов южнее Шевелёва.
В боях на южном фланге сражения приняли ограниченное участие и войска правого фланга Новгородской оперативной группы. Их участие ограничилось обороной отдельных опорных пунктов на правом фланге немецкой группировки, в частности, Муравьёвских казарм и нанесением контрударов, впрочем никак, в силу небольшого размера и слабости частей группы, на общую обстановку не повлиявших.

### Центр немецкой группировки, 16 октября — 19 ноября 1941 года
После взятия плацдарма у Грузино пехотными частями, 18 октября 1941 года туда переправились танковые части (12-ю танковая дивизия и 20-я моторизованная дивизия) и начали наступление в направлении Тихвина. К 20 октября правофланговые немецкие части оттеснили на юго-восток к верховьям реки Оскуя советскую 288-ю стрелковую дивизию, после чего путь на Будогощь был практически открыт (не считая подходивших с севера, и не успевавших развернуться частей 292-й стрелковой дивизии). Тем не менее, немецким войскам, в том числе и из-за распутицы, понадобилось три дня, чтобы дойти до Будогощи.
23 октября немецкие войска взяли Будогощь, выйдя в тыл частям 4-й армии и принудив её к отводу войск. Советское командование в спешном порядке начало снимать части с других участков фронтов, чтобы не допустить расширения прорыва: к 29 октября юго-восточнее железной дороги Будогощь — Ситомля развернулась 4-я гвардейская стрелковая дивизия, снятая из-под Синявино, на подступах к Ситомле 29 октября развернулась переброшенная судами Ладожской военной флотилии из Ленинграда 191-я стрелковая дивизия, за Ситомлей в начале ноября начала разворачиваться 44-я стрелковая дивизия также переброшенная из Ленинграда; также в районе 29 октября в Тихвин прибыли 92-я стрелковая и 60-я танковая дивизии.
От Будогощи 12-я танковая дивизия начала наступление на Ситомлю, которая 31 октября была оставлена советскими войсками.
20-я моторизованная дивизия под ударами советских войск, была вынуждена развернуться фронтом на юго-восток и отражать удары, следующие со стороны станции Тальцы в планируемом направлении Будогощь — Грузино. В первые дни ноября к 12-й танковой дивизии начали присоединяться части 18-й моторизованной дивизии, а затем и 8-й танковой дивизии из-под Малой Вишеры. 4 ноября советские войска прекратили активные контрудары, 5 ноября соединения вермахта возобновили наступление и объединёнными усилиями в ночь на 9 ноября части вермахта (51-й моторизованный полк 18-й моторизованной дивизии) без единого выстрела взяли Тихвин.

…противник исключительно слабо реагирует на наше наступление на Тихвин. Возможно, у него нет больше резервов.

12 ноября части 12-й танковой дивизии перешли в наступление от Тихвина вдоль железной дороги на Волхов, и к 18 ноября заняли  деревню Кудрово (ныне - Кудрево) и подошли вплотную к Острову на реке Сясь.
Советское командование произвело перестановки в руководстве: В. Ф. Яковлев был заменён на посту командующего 4-й армии К. А. Мерецковым. Последовали организационные изменения и пришли подкрепления — в 4-й армии 10 ноября были созданы три оперативных группы:
- Северная оперативная группа (два полка 44-й стрелковой дивизии, 1061-й стрелковый полк, снятая с позиций на Свири 46-я танковая бригада), развернувшаяся в районе севернее и северо-западнее Тихвина;
- Восточная оперативная группа (свежая 65-я стрелковая дивизия, 191-я стрелковая дивизия, 27-я кавалерийская дивизия, полк 44-й стрелковой дивизии, 121-й танковый полк, 128-й отдельный танковый батальон), развернувшаяся в районе восточнее и юго-восточнее Тихвина;
- Южная оперативная группа (4-я гвардейская стрелковая дивизия, 92-я стрелковая дивизия, 292-я стрелковой дивизии, 120-й танковый полк), развернувшаяся в районе много (в сравнении с предыдущими группами) южнее и юго-западнее Тихвина;

С 19 ноября оборонительная фаза операции под Тихвином закончилась.

### Северный фланг немецкой группировки, 16 октября — 4 декабря 1941 года
Что касается наступления на север в направлении Войбокало и Волхова, то немецкое командование перебросило в полосу наступления 254-ю пехотную дивизию, таким образом, начиная от Киришей (от Грузино до Киришей немецкие войска дошли практически беспрепятственно) на западном берегу Волхова наступали на левом фланге 254-я пехотная дивизия, у Волхова 11-я пехотная дивизия (основные части дивизии форсировали Волхов и продвигались по восточному берегу на север к Киришам, где вернулись на западный берег) на восточном берегу Волхова — 21-я пехотная дивизия.
11-я пехотная дивизия перегруппировавшись, перешла в наступление на оборону 285-й стрелковой дивизии 24 октября 1941 года в районе Посадникова Острова и в первый же день отбросила советские войска на 5 — 10 километров к северу. Также вместе с 285-й стрелковой дивизией отступали полки 311-й стрелковой дивизии. 21-я пехотная дивизия в свою очередь наступала на некоторые части 311-й стрелковой дивизии, занимавшие оборону по правому берегу Волхова, и разрозненные части 292-й стрелковой дивизии.
30 октября немецкие войска вступили на территорию Волховского района.

В начале ноября 1941 года во время отступления наших войск сплошного фронта обороны Волхова не было. Разрозненные, лишённые единого командования и не объединённые общей целью обескровленные в боях советские части каждая на своем участке создавали очаги сопротивления наглому противнику и пытались незначительными силами остановить его продвижение.

Тем не менее, советские войска оказывали ожесточённое сопротивление:

Потери были очень высоки. 21-я пехотная дивизия только в первые четыре недели с момента переправы у Грузино по 10 ноября потеряла убитыми и ранеными 79 офицеров и 2522 рядовых.

В ходе наступления, левофланговая 254-я пехотная дивизия с начала ноября всё больше и больше была вынуждена под угрозой удара со стороны 54-й армии, разворачиваться фронтом на северо-запад, в направлении Войбокало и западнее, таким образом прикрывая фланг группировки. Войска 54-й армии не могли нанести удар во фланг группировки, наступающей на Волхов, поскольку они по приказу Ставки продолжали начатую 20 октября Синявинскую операцию, наступая на запад.
К началу ноября советское командование, резонно озабоченное возможностью захвата немецкими войсками Волхова и выхода в тылы 54-й армии, осуществило переброску войск, как на волховское, так и на тихвинское направления. В конце октября позиции южнее Волхова заняла 310-я стрелковая дивизия с синявинского направления, в начале ноября — 6-я бригада морской пехоты. Положение тем не менее оставалось весьма тяжёлым: в течение первой половины ноября наступление немецких войск медленно, но верно продолжалось. 285-я и 311-я стрелковые дивизии понесли тяжелейшие потери и не могли уже сдерживать натиск немецких сил. 21-я пехотная дивизия, в свою очередь, наступала на некоторые части 310-ю стрелковой дивизии, которая под ударами отходила к Волхову, а также вела бои с разрозненными частями 292-й стрелковой дивизии.
К 4 ноября 21-я пехотная дивизия продвинулась севернее Заречья.
С 5-го по 12 ноября 21-я пехотная дивизия, продолжая наступление, в ожесточённых боях с 6-й бригадой морской пехоты, подошла на подступы к Волхову, выйдя к селу Вельца. Вместе с тем, советские войска ещё удерживали за собой восточный берег Волхова в районе села Прусын. В то же время, 11-я пехотная дивизия продолжала продвижение вдоль западного берега Волхова, к 4 ноября выйдя к Оломне, к 12 ноября выйдя в район несколько севернее Глажево.
После небольшой паузы, с 14 ноября немецкие войска вновь перешли в наступление. 6-я бригада морской пехоты, 16-я танковая бригада, остатки 310-й стрелковой дивизии, другие отдельные подразделения в тяжёлых боях южнее Волхова оказывали сильное сопротивление и немецкое командование сместило акцент на наступление в обход Волхова с запада, в направлении села Шум. К тому времени, 14 ноября, обескровленную 311-ю стрелковую дивизию сменила на позициях 3-я гвардейская стрелковая дивизия, а также 122-я танковая бригада. Ещё 28 октября советские войска, оборонявшие Волхов, были объединены в Волховскую оперативную группу, переданную 4-й армии, а 12 ноября — подчинённую 54-й армии. Немецкие войска, ведущие боевые действия там же, 20 ноября сведены в оперативную группу Бёкмана, включая переброшенную на это направление к 14 ноября 223-ю пехотную дивизию и некоторые части 8-й танковой дивизии.
Несмотря на смещение главного удара, наступление непосредственно на Волхов продолжалось, бои шли за каждую деревню и лишь 25 ноября немецкие войска были остановлены в шести километрах от Волхова. Восточнее Волхова сапёрные части 21-й пехотной дивизии сумели просочиться в тыл и подорвать железную дорогу от Волхова в направлении на Петрозаводск, и наряду с тем, что разведывательный батальон 11-й пехотной дивизии западнее Волхова сумел на некоторое время перерезать шоссе Волхов — Ленинград, это стало самой северной точкой, которой смогли достигнуть немецкие войска. Наступление на Шум медленно продолжалось до 3 декабря, ещё на 1 декабря 1-й армейский корпус имел продвижение, был остановлен в полутора километрах от села и с 3 декабря уже отражал наступление советских войск, в частности, пополненной в Волхове и спешно переброшенной под Войбокало 311-й стрелковой дивизии.

#### Авиация в боях за Тихвин
В ВВС Ленинградского фронта были созданы три оперативные группы, две группы по 12 самолётов, были подчинены непосредственно командирам дивизий 55-й армии, а третья группа из 15 самолётов использовалась по заданию штаба ВВС фронта. Бомбардировщики и истребители наносили удары по вражеским позициям перед наземными операциями фронта.
Перед наступлением немецких войск группы армии «Север» самолётный парк врага составлял около 250 самолётов.
ВВС Ленинградского фронта имел 225 исправных самолёта, ВВС Балтийского флота 134 самолёта. За внешним кольцом блокады на восточном крыле Ленинградского фронта была образована авиационная оперативная группа во главе с заместителем командующего ВВС полковником И. П. Журавлевым. Ему оперативно были подчинены и созданные там ранее 2-я и 3-я резервные авиагруппы. К началу операции в состав группы И. П. Журавлева входило 73 исправных и 38 неисправных самолёта. Этого количества явно не хватало для решения всех задач, которые возлагались на группу.
Летчики оперативной авиагруппы поддерживали наземные войска, прикрывали водную коммуникацию через Ладожское озеро с прилегающими железнодорожными путями, Тихвинский железнодорожный узел, Волховстрой, сопровождали транспортные самолёты, доставлявшие грузы в осажденный Ленинград. Для действий на тихвинском направлении привлекались авиационные части Ленинградского фронта, не входившие в авиационную группу. Из состава ВВС Балтийского флота была образована Ладожская авиационная группа, которая действовала совместно с 54-й армией. 52-я армия, подчинявшаяся непосредственно Ставке Верховного Главнокомандования, имела свои военно-воздушные силы.

## Итоги операции
Тихвинская оборонительная операция стала одной из первых оборонительных операций советских войск, в ходе которой немецкие войска не смогли достичь своих оперативных целей. Несмотря на то, что вермахт имел в ходе операции частные успехи, в частности в центре был захвачен Тихвин, тем самым было прекращено снабжение Ленинграда железной дорогой, был сорван план прорыва блокады Ленинграда войсками 54-й армии, но в целом ни на одном направлении наступления цели достигнуты не были. В ходе оборонительной операции был сорван главный план немецкого командования на соединение с финскими войсками в районе реки Свирь, посредством чего была бы довершена блокада Ленинграда, и несомненно, в этом случае Ленинград, а вместе с ним Балтийский флот и войска в Ленинграде, были бы потеряны. Вспомогательные удары на север и на юг также не принесли успеха. На южном фланге немецкого наступления был сорван план взятия Тихвина глубоким охватом с юга и возможное соединение войск Группы армий «Север» с войсками Группы армий «Центр» севернее Калинина. На севере же, несмотря на настойчивые попытки немецких войск, был сорван их план выхода на южное побережье Ладожского озера. При этом, однако, указывается, что взятие Тихвина немецкими войсками явилось одной из реальных причин уменьшения пайков, и как следствие массового голода зимой 1941—1942 года в блокадном Ленинграде.
Сопротивление советских войск, растянутость немецких коммуникаций, тяжело восполнимые потери вермахта в личном составе (Группа армий «Север» в период от 10.10.41 по 20.11.41 потеряла 26 808 человек убитыми, ранеными и пропавшими без вести, в основном в ходе наступления на Тихвин) и технике, создали предпосылки для проведения контрнаступления, вошедшего в историю как Тихвинская стратегическая наступательная операция.

### Мемуары
- Гальдер Ф. От Бреста до Сталинграда. Военный дневник. Ежедневные записи начальника генерального штаба сухопутных войск 1941—1942 годов. — Смоленск: Русич, 2001. — 656 с. — (Мир в войнах). — ISBN 5-313-00026-8.
- Хаупт В. Группа армий «Север». Бои за Ленинград. 1941 - 1944 / Пер. Е. Захарова. — М.: Центрполиграф, 2005. — 384 с. — (За линией фронта. Мемуары). — ISBN 5-9524-1672-1.

### Исторические исследования
- Исаев А. В. Котлы 41-го. История ВОВ, которую мы не знали. — М.: Эксмо, 2005. — 400 с. — ISBN 5-699-12899-9.
- Исаев А. В. Пять кругов ада. Красная армия в котлах. — М.: Эксмо, 2008. — 416 с. — ISBN 978-5-699-28995-0.
- Кривошеев Г. Ф. Россия и СССР в войнах XX века. Потери вооруженных сил: Статистическое исследование. — М.: Олма-Пресс, 2001. — 320 с. — ISBN 5-17-024092-9.
- Сяков Ю. Волхов в огне. Документальный очерк. — СПб.: Волховская типография, 1997.
- Шигин Г. А. Битва за Ленинград: крупные операции, «белые пятна», потери / Под ред. Н. Л. Волковского. — СПб.: Полигон, 2005. — 320 с. — ISBN 5-17-024092-9.